# 野外巡邏隊
野外巡邏隊（英文：Border Patrol Unit，縮寫：BPU，前名邊境巡邏隊）隸屬於香港警務處行動處行動部新界北總區邊界警區，主要責任為巡邏香港邊境禁區，防止非法入境者進入香港，並且作出拘捕以作遣返。

## 組織
1997年12月，野外巡邏隊始逐步併入邊界警區，至1998年10月完成。合併務求將警區內的資源調配效率和覆蓋範圍大大提高，並且增強指揮架構。從前，野外巡邏隊由警察機動部隊人員組成，人員會先被派駐邊界警區4個月，其中首3個月會駐守於文錦渡、沙頭角及落馬洲，其後1個月則擔任快速應變部隊。

## 歷史
百多年來，警隊一直派員在深圳河沿岸駐守。可是，要管轄這條長達32公里的邊界卻是項極為艱辛的任務，時常會遇到混亂和危險的情況。時至近代，情況仍然如此；1993年，一名警長在打鼓嶺巡邏時，被一名非法入境者以手雷攻擊，因而殉職。
1962年，中國人民解放軍和中華人民共和國公安部從中港邊境撤走，邊境地區從始出現極大的變化。其後，香港政府在邊境派駐駐港英軍和皇家香港軍團，以支援工作極為繁重的警務人員。

### 野外巡邏隊成立
1990年12月，野外巡邏隊成立，維持邊境安全的任務始逐步轉交為其獨力肩負。合併措施推行後，野外巡邏隊不再從警察機動部隊調入，野外巡邏隊的組織完全由邊界警區負責。

## 裝備
每名人員的隨身裝備均重約30磅。

### 通訊器材
- 電筒
- 指南針
- 手提電話
- 對講機
- 無線電接收機
- 耳機
- 揚聲器
- 後備電池
- 全球定位系統

### 救援工具
- 急救包
- 口罩

### 武器
- 萬用刀
- 手銬
- 胡椒噴霧
- 行山杖
- 伸縮警棍
  - 於2001年全面更換新款，以堅固而富彈性的纖維製成，採用橫向拔出設計，人員只需要將警棍稍為向上拉出即可以將其橫向拔出，讓拔警棍動作更順暢和敏捷。此外，新警棍套底部並非密封設計，因此不論伸縮警棍在任何長度下，均可以放置在套袋中。另外，新警棍套提供4個斜度以祊調校，提高人員舒適度及實行性。新警棍套由香港製造，設計乃是獨一無二[2][3]。
- 史密斯威森軍警10型左輪手槍，於2001年3月起全部替換成為有防滑表面的橡膠槍柄，以減低後助力，槍柄皆為香港製造[4]。
  - 直拔式槍袋：為了增強對槍械的保護，同時防止槍械被搶或是跌出，警務處於1993年全面改用具多重安全性功能的直拔式槍袋，佩槍插入槍袋後，只會露出槍柄，於槍支擊錘位置有皮帶鈕扣，使到槍身不會跌出，袋內亦有鐵片彈簧，可以夾緊槍身[5]。
  - 快速上彈器

### 其他
- 勞工手套
- 警用手套，BNG190，採用Nomex防火材料，耐燃溫度達427度，同時具有防割防滑功能。
- 醫療手套
- 記事簿
- 文件
- 地圖

## 相關參見
- 中央解犯組